# Ilia Malinin
Ilia Malinin (* 2. Dezember 2004 in Fairfax, Virginia) ist ein US-amerikanischer Eiskunstläufer, der im Einzellauf antritt. Er ist der US-amerikanische Meister der Jahre 2023–2025 und der Weltmeister 2024 und 2025. Er hält die Rekorde für die höchsten Punktzahlen in internationalen Senioren- und Juniorenwettbewerben. Als erstem und bisher einzigem Eiskunstläufer gelang ihm ein vierfacher Axel in einem Wettbewerb.

## Familie
Ilia Malinin ist der Sohn von Tatiana Malinina und Roman Skornyakov. Beide vertraten in den 1990er und frühen 2000er Jahren Usbekistan im Einzellauf. Er hat eine jüngere Schwester, Lisa, die ebenfalls Eiskunstlauf lernt. Ilia Malinin besuchte die Marshall High School in Idylwood, Virginia.

## Sportliche Karriere
Ilia Malinin begann 2011 mit dem Eiskunstlauf unter dem Training seiner Eltern. In der Saison 2020/21 startete er zum ersten Mal in einem Wettbewerb der Erwachsenen, während er gleichzeitig weiterhin in den Juniorenwettbewerben antritt. Sein in der Saison 2020/21 erstmals gezeigtes Kurzprogramm zu Billie Jean in der Version von David Cook behielt Malinin für die Saison 2021/22 bei. Seine Kür zu Nobody Knows von Autograf ließ er bearbeiten und um das Lied Golden Age des Musikers Woodkid erweitern. In der Junioren-Grand-Prix-Serie 2021/22 nahm Malinin an den Wettbewerben in Österreich und Frankreich teil und gewann in beiden die Goldmedaille. Im Finale konnte er nicht antreten, da es aufgrund der COVID-19-Pandemie abgesagt wurde.
Bei seiner ersten Teilnahme an den US-amerikanischen Meisterschaften der Erwachsenen gewann Malinin die Silbermedaille. Diese überraschend hohe Platzierung brachte ihn ins Gespräch für einen Platz in der Olympiamannschaft der USA. Der US-amerikanische Eislaufverband wählte jedoch stattdessen Jason Brown aus, um neben Nathan Chen und Vincent Zhou die USA bei den Olympischen Winterspielen 2022 zu vertreten – eine Entscheidung, die kontrovers diskutiert wurde. Malinin wurde als erster Nachrücker benannt. Als Vincent Zhou kurz vor dem Einzelwettbewerb an COVID-19 erkrankte, war es allerdings zu spät, um Malinin an seiner Stelle einzusetzen, da Zhou bereits im Teamwettbewerb angetreten war und daher nicht mehr ersetzt werden durfte.
Ilia Malinin vertrat die USA bei den Eiskunstlauf-Weltmeisterschaften 2022. Im Kurzprogramm erreichte er mit einer neuen persönlichen Bestpunktzahl von 100,16 den 4. Platz. In der Kür erreichte er den 11. Platz und belegte so den 9. Platz in der Gesamtwertung.
Bei den Juniorenweltmeisterschaften in Tallinn 2022 gewann Ilia Malinin die Goldmedaille und stellte dabei in beiden Programmen neue Rekorde auf: Mit seinem Kurzprogramm übertraf er den bisherigen Rekord der Juniorenweltmeisterschaften, den seit 2015 Shōma Uno gehalten hatte; mit seiner Kür übertraf er den Weltrekord von Vincent Zhou von 2017 (beide noch unter dem vorherigen Bewertungssystem). Die Rekorde für die höchstbewerteten Programme in Jugendwettbewerben seit der Änderung des Bewertungssystems 2018 übertraf Malinin ebenfalls: Für das Kurzprogramm löste er Daniil Samsonow, für die Kür Shun Satō ab; beide hatten den jeweiligen Rekord seit 2019 gehalten. Malinin gewann außerdem in der Gesamtwertung mit dem größten bisher bei den Juniorenweltmeisterschaften verzeichneten Abstand zum Zweitplatzierten: Mit 41,8 Punkten Abstand zum kasachischen Silbermedaillengewinner Michail Schaidorow löste Malinin Adam Rippon ab, der diesen Rekord seit 2009 gehalten hatte.
Zum Auftakt der Saison 2022/23 nahm Ilia Malinin am Wettbewerb der Challenger-Serie in Lake Placid teil. Mit seinem Kurzprogramm zu I Put a Spell on You und seiner Kür zu Musik der Fernsehserie Euphoria gewann er die Goldmedaille. In der Kür am 14. September 2022 gelang ihm ein vollständig rotierter und positiv bewerteter vierfacher Axel – ein Sprung, den vor ihm noch niemand in einem Wettbewerb fehlerfrei gezeigt hatte. Als seine Inspiration nannte Malinin Yuzuru Hanyū, der bei den Olympischen Winterspielen 2022 einen vierfachen Axel versucht hatte.
Malinin erhielt zwei Einladungen in die Grand-Prix-Serie: Bei Skate America erzielte er trotz jeweils eines Sturzes im Kurzprogramm und in der Kür eine neue persönliche Bestleistung. In beiden Wettbewerben gelang es ihm, seinen vierfachen Axel zu landen, auch wenn er beim Grand Prix Espoo als fehlerhaft bewertet wurde. In beiden Wettbewerben gewann Malinin die Goldmedaille. Damit war er für das Finale qualifiziert, in dem er hinter den beiden Japanern Shōma Uno und Sōta Yamamoto die Bronzemedaille gewann. Er gewann die US-amerikanische Meisterschaften und die Bronzemedaille bei den Weltmeisterschaften 2023.
Im Jahr 2024 gewann Malinin bei den Weltmeisterschaften in Montreal die Goldmedaille und stellte mit insgesamt 333,76 Punkten einen neuen Weltrekord auf. Er siegte deutlich vor Yūma Kagiyama aus Japan (309,65) und Europameister Adam Siao Him Fa (Frankreich/294,39).

## Ergebnisse
| Meisterschaft/Saison             | 2019/20 | 2020/21 | 2021/22 | 2022/23 | 2023/24 | 2024/25 |
| -------------------------------- | ------- | ------- | ------- | ------- | ------- | ------- |
| Weltmeisterschaften              |         |         | 9.      | 3.      | 1.      | 1.      |
| US-amerikanische Meisterschaften |         |         | 2.      | 1.      | 1.      | 1.      |
| Grand-Prix-Serie / Saison        | 2019/20 | 2020/21 | 2021/22 | 2022/23 | 2023/24 | 2024/25 |
| Grand-Prix-Finale                |         |         |         | 3.      | 1.      | 1.      |
| Grand Prix Espoo                 |         |         |         | 1.      |         |         |
| Skate America                    |         | 5.      |         | 1.      | 1.      | 1.      |
| Skate Canada                     |         |         |         |         |         | 1.      |
| Grand Prix de France             |         |         |         |         | 2.      |         |
| Juniorenwettbewerb / Saison      | 2019/20 | 2020/21 | 2021/22 | 2022/23 | 2023/24 | 2024/25 |
| Juniorenweltmeisterschaften      | 16.     |         | 1.      |         |         |         |
| Junioren-Grand-Prix-Finale       |         |         | –       |         |         |         |
| Junioren-Grand-Prix Österreich   |         |         | 1.      |         |         |         |
| Junioren-Grand-Prix Frankreich   |         |         | 1.      |         |         |         |
| Junioren-Grand-Prix Italien      | 7.      |         |         |         |         |         |
| Junioren-Grand-Prix USA          | 4.      |         |         |         |         |         |